# Koloman Sović
Koloman Sović (Mali Bukovec, 22. srpnja 1899. – Buenos Aires, 23. siječnja 1971.), bivši hrvatski biciklist, olimpijac i jedan od osnivača Športskog kluba Plamen.

## Biciklizam
Sudjelovao je na VIII. Olimpijskim igrama u Parizu 1924. godine kao član jugoslavenske olimpijske biciklističke reprezentacije u sastavu: Josip Kosmatin, Aladar Weiller, Đuka Dukanović i Koloman Sović. Bile su to prve OI na kojima su nastupili hrvatski biciklisti (Sović, Dukanović).
Hrvatski biciklisti prvi su put nastupili na cestovnom svjetskom prvenstvu 1926. u Milanu. Osim Sovića, hrvatski biciklisti koji su sudjelovali bili su Đuka Dukanović, Antun Banek i L. Koržinek. Osvojio je 4. mjesto.

## Motociklizam
Nakon 1928. godine zanimao se za utrke na motoru. Bio je jedan od najboljih vozača na hrvatskim i europskim trkalištima. 1934. godine napustio je taj šport zbog teške nesreće na trkama za državno prvenstvo.

## Nakon športske karijere
Nakon športske karijere posvetio se vožnji zrakoplova. Zbog bojazni da ga ne uhite tadašnje komunističke vlasti, 1945. godine iselio se u Trst, a kasnije u Argentinu.